# Mp3DirectCut
mp3DirectCut ist ein Audioeditor für Windows und Android, der es ermöglicht, Dateien im MP3- und AAC-Format direkt zu bearbeiten, ohne sie neu zu kodieren.

## Eigenschaften
mp3DirectCut ändert nicht die Frames selbst, daher ist die Genauigkeit der Bearbeitung auf die Länge eines MP3-Frames von 1/38 s beschränkt. Dafür verschlechtert sich die Qualität durch das sonst nötige Reenkodieren der Audiodatei nicht. Bei Pegeländerungen wie Ein- oder Ausblenden wird in den Frames nur das Feld global gain verändert, die Genauigkeit ist hierbei auf Schritte von 1,5 Dezibel beschränkt.
mp3DirectCut wird als Freeware zum Download angeboten. Über Wine kann das Programm auch unter Linux verwendet werden.
Das Programm beinhaltet auch einen Tag-Editor, jedoch nur für ID3v1- und nicht für ID3v2-Tags.